# Igor Kufayev
Igor Anvar Kufayev /ˈkuːfəjɛv/ (rosyjski: И́горь Анва́р Kу́фаев, IPA: [ˈiɡərʲ ɐnˈvar ˈkufəɪf]; ur. 5 stycznia 1966 r.) – rosyjsko-brytyjski artysta, jogin i nauczyciel duchowy. Znany również jako "Vamadeva" (sanskryt), co oznacza "zachowanie aspektu Śiwy w jego spokojnej, pełnej wdzięku i poetyckiej formie".

## Wczesne lata
Igor Kufayev urodził się w Taszkiencie w Uzbekistanie. W dzieciństwie miał wiele duchowych doświadczeń związanych z przebudzeniem Kundalini. Edukację w sztukach pięknych otrzymywał od najmłodszych lat, uczęszczał też do prywatnego studia artysty sztuk walki i malarza Shamila Rakhimova, miejsca podziemnych spotkań liberalnych myślicieli, poetów i malarzy. Gwałtowna śmierć jego mentora doprowadziła do decyzji młodego Igora o zostaniu artystą. Kufayev otrzymał formalne wykształcenie w Art College w Taszkiencie, a po dwóch latach obowiązkowej służby wojskowej wznowił studia w Instytucie Teatru i Sztuki na wydziale malarstwa ściennego. W 1988 roku został przyjęty jako student drugiego roku do Akademii Sztuk Pięknych (obecnie Cesarska Akademia Sztuk Pięknych) w Sankt Petersburgu w Rosji. Niezależnie od oficjalnego programu, studiował i malował bezpośrednio z arcydzieł sztuki zachodniej w Ermitażu.
[[Plik:Purusha Tondo.pdf

Igor Kufayev, Klęcząca postać, 1993, olej na płótnie, 127x127 cm, Londyn, kolekcja Sir Eltona Johna

Igor Kufayev, Purusha, 1995, tondo, olej na płótnie, średnica 80 cm, Londyn, kolekcja prywatna]]

## Kariera artystyczna
W 1990 roku Kufayev opuścił Rosję i przeniósł się do Warszawy. Był to czas formatywny. Spotkanie z krytykiem sztuki Andrzejem Matynią doprowadziło do pierwszej indywidualnej wystawy Kufayeva, Wieczny Kompromis w Galerii Monetti w Warszawie. Igor został zaproszony do wzięcia udziału w Spotkaniu Świętych Obrazów w Państwowym Muzeum Etnograficznym w Warszawie ze swoim tryptykiem Kompromis, obok takich ikon jak Czarna Madonna z Częstochowy i meksykańska Matka Boża z Guadalupea także współczesnych mistrzów, takich jak Christian Boltanski.
Kufayev przeprowadził się do Londynu w sierpniu 1991 roku, w tym samym roku jego sześcioletnia córka z pierwszego małżeństwa zginęła w wypadku drogowym. 

Pozostawał w przedłużającym się okresie żałoby, niezdolny do malowania, nie był w stanie pogodzić się z osobistą tragedią, która zakończyła się serię dramatycznych obrazów. 
Punkt zwrotny nastąpił w 1994 roku, po indywidualnej wystawie zatytułowanej Spalona Ziemia, poświęconej pamięci jego zmarłej córki Laury, umieścił swoje nazwisko na mapie londyńskiej sceny artystycznej jako jeden z najbardziej obiecujących młodych malarzy. W ciągu niecałej dekady Kufayev zdołał ugruntować swoją pozycję odnoszącego sukcesy artysty i otworzył własne studio w Londynie, gdzie co roku organizował prywatne pokazy swoich prac. Tondo Zauber powstało w odpowiedzi na zamówienie, jakie Igor Kufayev otrzymał od Elton John AIDS Foundation, które miało towarzyszyć przedstawieniu opery Mozarta Die Zauberflote w siedzibie Christie's w St James's w Londynie jesienią 1995 roku. Kilka miesięcy później, w styczniu 1996 roku, otrzymał brytyjskie obywatelstwo.
Kufayev uosabia starożytne elementy masońskich misteriów, które leżą u podstaw Die Zauberflote: Ziemię i Wodę jako kobiety, Powietrze i Ogień jako mężczyzn, a w ich zmysłowych połączeniach wskazuje na humorystyczne i erotyczne podteksty, za pomocą których Mozart wprowadza komedię do opery o wielkiej powadze.
- Brian Sewell, Katalog towarzyszący wystawie z przedstawieniem Die Zauberflote zorganizowanej przez Elton John AIDS Foundation w Christie's, St James's, Londyn, 1995 r.
Kolejna seria czterech tond pod tym samym tytułem, Zauber, była osiągnięciem, którego ukończenie zajęło dwa lata (1995-1997).
Kufayev wiele podróżował, odwiedzając najważniejsze targi sztuki w Europie, a także malując we Francji i Włoszech. Pomimo niewątpliwego sukcesu był głęboko rozczarowany stanem sztuki i wszystkimi panującymi w niej trendami.
Kufayev należy do rzadkiej grupy artystów, którzy wierzą, że należy się cofać, aby iść naprzód... Urodzony w Taszkiencie w Uzbekistanie w 1966 roku, studiował w Taszkienckiej Szkole Artystycznej, gdzie jego wczesne zamiłowanie do rysunku było szlifowane i doskonalone przez cztery lata. W rzeczywistości rysował profesjonalnie od 12 roku życia i został uznany za cudowne dziecko... Jego zapał do doskonalenia techniki rysowania doprowadził go do przeniesienia się do Petersburga i Akademii Sztuk Pięknych, a niezależnie od studiów zaczął tworzyć liczne kopie wielkich zachodnich arcydzieł wiszących w Ermitażu... Cała jego wystawa, Spalona ziemia, pachnie znaleziskami archeologicznymi – tajemnicami podszywającymi się pod skarby zaledwie kilka stóp pod powierzchnią. Krew i ziemia są zjednoczone w wizji Kufajewa, podkreślając nasze pochodzenie i nasz pewny koniec".
- Robin Dutt, pisarz i dziennikarz artystyczny, The Independent
Jak wielu zna Igora Kufajewa, kolejnego malarza, skrupulatnego rysownika, którego intelekt i wyobraźnia zmagają się z pozornie równą siłą.
- Brian Sewell, The Evening Standard

## Wewnętrzna transformacja
Wczesne zainteresowanie duchowością doprowadziło go do praktykowania jogi, a w 1996 r. przeszedł inicjację w Medytacji Transcendentalnej, założonej przez Maharishiego Mahesha Yogiego. Zanurzył się w studiowanie różnych tradycji duchowych, ze szczególnym naciskiem na filozofię indyjską, sufi i zen. 
W 2001 roku, w wieku trzydziestu sześciu lat, w następstwie programu TM-Sidhi (zaawansowany kurs jogiczny), Igor przeszedł radykalną transformację świadomości która następnie rozkwitła w spontaniczny rozwój Łaski.
Porzucił swoją karierę artystyczną i przez następne pięć lat kontynuował wielogodzinną medytację, integrując rozszerzony stan świadomości w swoje codzienne życie. W tym czasie odkrył nauki Swamiego Muktanandy, które doprowadziły go do tradycji kaszmirskiego śiwaizmu. Jej "transcendentalny fizykalizm" przemówił do jego przyziemnej, twórczej wrażliwości, unikalnej dla doktryny Spanda (sanskryt: "puls, wibracja"), która została zweryfikowana przez bezpośrednie doświadczenie, w postrzeganiu świata jako pulsowania Czystej Świadomości w jego własnym Sercu.
W październiku 2006 roku, w wywiadzie z Sevą Novgorodsevem dla BBC Russian Service, Kufayev opowiedział o swoich latach jako artysta i decyzji o porzuceniu malarstwa.

## Filozofia i nauczanie

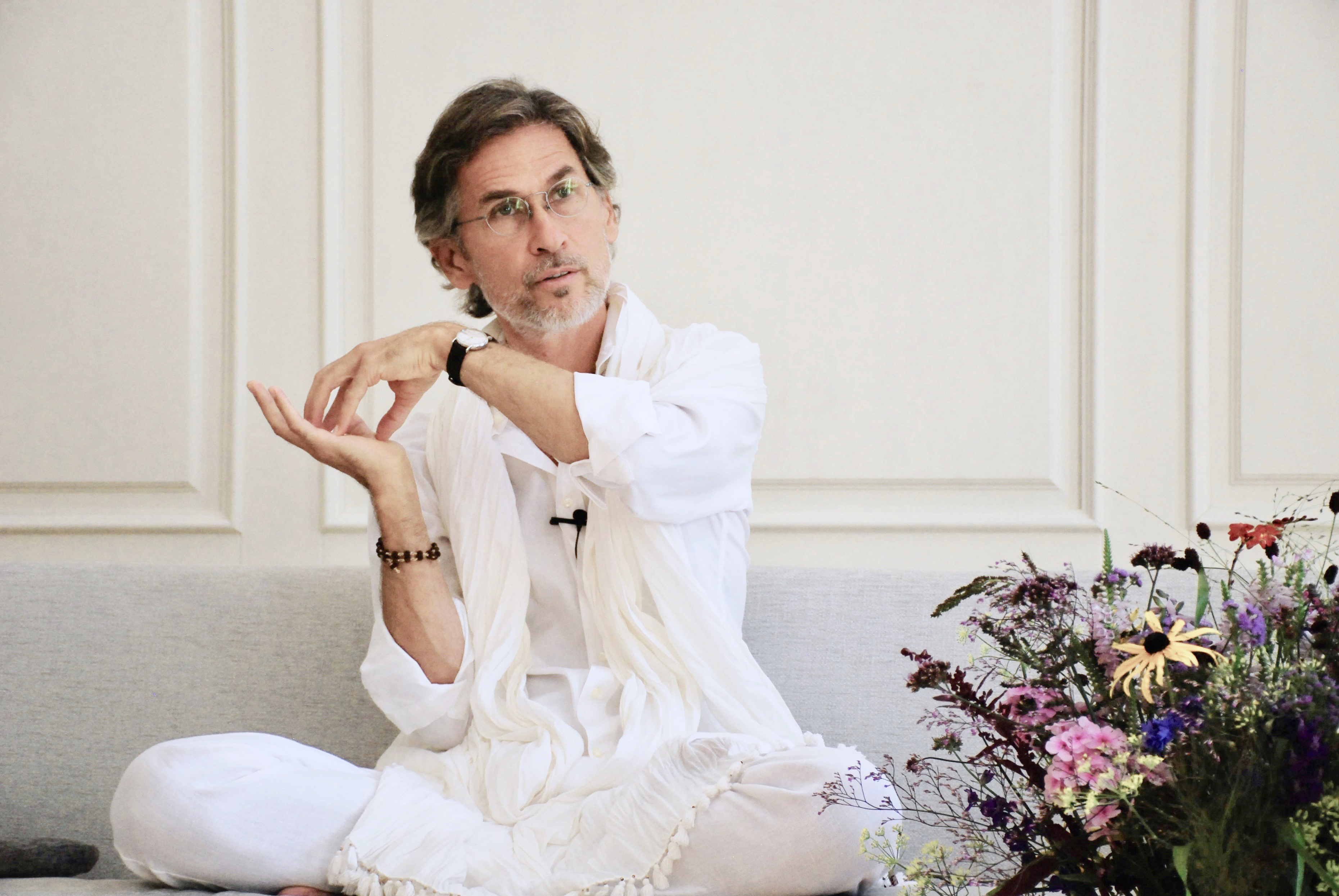
Igor Kufayev prowadzący odosobnienie w Gut Saunstorf, Niemcy, sierpień 2017 r.

Od 2002 roku Kufayev dzieli się swoimi spostrzeżeniami na temat natury bytu. Pomimo wielu próśb, odmówił przyjęcia roli nauczyciela, dopóki nie podjął świadomej decyzji o poświęceniu pełnego czasu nauczaniu w lutym 2008 roku. Od 2012 roku oferuje webinaria online oraz osobiste spotkania i rekolekcje na całym świecie. Wiele z jego wideo-podcastów i nagranych spotkań jest dostępnych na jego kanale YouTube.
Chociaż jego początkowy trening duchowy miał miejsce w programie Medytacji Transcendentalnej, Igor obecnie naucza głównie przy użyciu metodologii tantrycznego kaszmirskiego śiwaizmu, stwierdzając, że doktryny kaszmirskiego śiwaizmu najbardziej pasują do jego bezpośredniego doświadczenia duchowej transformacji i natury rzeczywistości. Igor czerpie z wielu innych tradycji, takich jak sufi i zen. Pozostaje nieuchwytny dla kategoryzacji, utrzymując, że:
Trwanie w stanie spontanicznej absorpcji wykracza poza granice jakiejkolwiek prawdy opartej na intelektualnym zrozumieniu ostatecznej rzeczywistości...
Igor często odnosi się do swojego nauczania jako "Ścieżki Serca" i wyjaśnia, że jest to nieintelektualne i bezpośrednie poznanie istoty własnej rzeczywistości - takie, które wykracza poza jakąkolwiek tradycję, ponieważ z definicji nie może być zawarte w doktrynie. Tutaj wiedza nie jest mentalna ani intelektualna, ani nie mówi się o niej w kategoriach nabywania; jest to prosta, bezpośrednia wiedza sama w sobie - poza pojęciami i nakazami, zrozumieniem i językiem - wyjaśnia Igor:
Więc kiedy powiedziałem, że nie należę do żadnej tradycji, chcę wprowadzić do tego jedną małą poprawkę. Należę do tradycji i jest to tradycja, którą można nazwać po prostu "sercem". I nie próbuj ponownie rozszyfrowywać tego poprzez jakiekolwiek "izmy" lub tradycje duchowe, ponieważ doświadczenie serca wykracza poza wszystkie tradycje. I nadszedł czas, kiedy musimy przekroczyć te tradycje, które zwapniają się same w sobie....
Centralnym elementem metodologii nauczania Igora jest przekazywanie energii duchowej, które odbywa się głównie podczas odosobnień na żywo. Skomentował, że "prawdziwa praca dzieje się podczas odosobnień - prawdziwa praca dzieje się w tych specjalnie stworzonych kontenerach." Uczestnicy jego odosobnień często doświadczają spontanicznych, mimowolnych krija, w postaci asan, pranajamy, glossolalii i harmonizacji wokalnej. Jedną z niezwykłych, ale stałych cech wydarzeń na żywo Igora jest spontaniczna wokalizacja uczestników.
Igor twierdzi, że zjawiska te są zarówno wynikiem uwolnienia stresu, jak i "Pieśni Bogini" - dosłownie manifestacji Shakti przez grupę ludzi w medytacyjnym transie.
Uczestnicy odosobnień Igora zgłaszali doświadczanie głębokich stanów ekspansji, wyższych stanów świadomości, trwałej ulgi od depresji.
Igor kładzie nacisk na psychofizjologiczne aspekty procesu przebudzenia, podkreślając znaczenie fizycznej transformacji układu nerwowego. Stwierdza, że fizjologia działa jako wsparcie dla indywidualnej świadomości, aby dojrzeć do tego, co często określa się mianem "oświecenia". Podkreśla również konieczność siedzącej medytacji w praktyce duchowej, stwierdzając, że podczas gdy inne metodologie mogą dawać szczytowe doświadczenia, tylko w siedzącej medytacji następuje integracja, która jest wymagana do trwałej zmiany świadomości.
W 2014 roku Igor konsekrował Flowing Wakefulness Fellowship, z manifestem służenia "jako pomost manifestacji potencjału kultury opartej na Świadomości, mającej na celu rozpoznanie, rozwój i odświeżanie pełnego potencjału dostępnego w każdych ludzkich narodzinach".
We wrześniu 2013 roku Igor Kufayev udzielił wywiadu dla "Conscious TV" (kanał z siedzibą w Londynie), w którym podzielił się swoimi poglądami na temat niuansów procesu przebudzenia w oparciu o wydarzenia biograficzne z jego życia i odniósł się do samorealizacji i integracji wyższych stanów świadomości widzianych z perspektywy biologii ludzkiej świadomości.
Latem 2021 r. Igor i jego zespół uruchomili 3-miesięczny kurs online, który został opisany jako bezprecedensowa oferta dla globalnej społeczności duchowej i pokrewnych zawodów, takich jak psychologia i psychoterapia. Kurs ten można postrzegać jako kulminację pracy Igora w ciągu ostatnich dwóch dekad. Rzuca on światło na wewnętrzną dynamikę i etapy przebudzenia - wraz z jego pułapkami i niebezpieczeństwami - a także na sztukę integracji wyższych stanów świadomości. Jest to również oda do Boskiej Matki jako siły stojącej za wszystkimi mocami, "poruszyciela i wstrząsacza" całej tej egzystencji. Igor wspomina w swoim eseju "Kundalini: Defining the Undefinable", opublikowanym przez Watkins Magazine:
Dlatego za każdym razem, gdy mówimy "Kundalini", natychmiast narażamy się na niebezpieczeństwo wyciągnięcia pochopnych wniosków. Powody tego są zakorzenione w sposobie, w jaki termin ten zaczął krążyć i był używany przez długi czas. Jednym z głównych problemów związanych z tym nieporozumieniem jest fakt, że o Kundalini mówi się w kategoriach pewnych procesów jogicznych, dostosowanych do tego, co w odpowiednich tradycjach znane jest jako celowe, czasami siłowe, przebudzenie tej ukrytej mocy. Jeśli mamy przedefiniować i nadać temu terminowi bardziej wszechstronne zrozumienie, musielibyśmy mówić o Kundalini jako o niczym innym jak o mocy samoświadomości, jako o pierwotnej wibracji u podstawy stworzenia, na zawsze pozostającej nieuchwytną dla kategoryzacji i wymykającej się wszelkim opisom - ponieważ świadomość nie jest przedmiotem obserwacji.
Publikacja "Camatkāra: Ukryta ścieżka" wiosną 2023 r. zapoczątkowała działalność Igora Kufayeva jako autora. Książka ta jest zbiorem dyskursów wygłaszanych przez wiele lat podczas wydarzeń na żywo, transkrybowanych i przekształconych w formę pisemną, przy jednoczesnym zachowaniu bezpośredniości przekazu ustnego. Igor Kufayev przedstawia w niej doświadczenie piękna jako wyjątkową ścieżkę do bezpośredniej komunii z Boskością i estetycznego uniesienia jako uniwersalnej praktyki duchowej 
Igor Kufayev: Camatkara: The Hidden Path. SONG Publishing, 2023, s. 141. ISBN 978-9-464-75270-0..

## Życie prywatne
Igor mieszka obecnie ze swoją partnerką i trójką małych dzieci na Majorce, na Balearach w Hiszpanii. W 2006 roku przeprowadził się z powrotem do Uzbekistanu i mieszkał w swoim rodzinnym mieście Taszkiencie przez prawie cztery lata. Między kwietniem 2011 r. a grudniem 2012 r. wraz z rodziną podróżował po Ameryce Środkowej bazując w Kostaryce, a następnie spędził dziewięć miesięcy, do września 2013 r., na Majorce.
Kufayev ma dorosłą córkę z poprzedniego związku, która mieszka w Warszawie.

## Publikacje

### Książki
- Camatkāra: the Hidden Path, Paperback Exclusive edition, June 2023, SONG Publishing, ISBN 978-9464752717
- Camatkāra: the Hidden Path, Hardcover cloth, Limited Edition, January 2023, SONG Publishing, ISBN 9789464752700

### Wybór Esejów
- The Path of Beauty & Delight, Published by Watkins Magazine, Issue 74, July 13, 2023
- Kundalini Die Definition Des Undefinierbaren, Published by Yoga Aktuell Magazine, May 31, 2022
- Kundalini: Defining the Undefinable, Published by Watkins Magazine, May 24, 2021
- The World is As You See It, Published by Sufi Journal, Issue 98, Winter 2020
- The Nature of Pain, Published by Science to Sage Magazine, Issue 31, November 3, 2020
- Schönheit ist alles, was ist (Beauty Is All There Is), Published by Evolve Magazine, Issue 27, August-October 2020
- Aesthetic Rapture, Published by InZicht Magazine, Volume 7, May 2015 #2
- Shanta Rasa – der Geschmack des Friedens, Published by Yoga Aktuell Magazine, Issue 105, August/September 2014
- Vibrant Self, Published by InZicht Magazine, Volume 16, May 2014 #2
- The World is As You See It, Published by InZicht Magazine, Volume 15, February 2013 #1
- Vibrant Self, Published by Namarupa: Categories of Indian Thought, Issue 18, Winter 2013-14
- The World is As You See It, Published by Namarupa: Categories of Indian Thought, Issue 17, Summer 2013